# Puerto Ingeniero Ibáñez

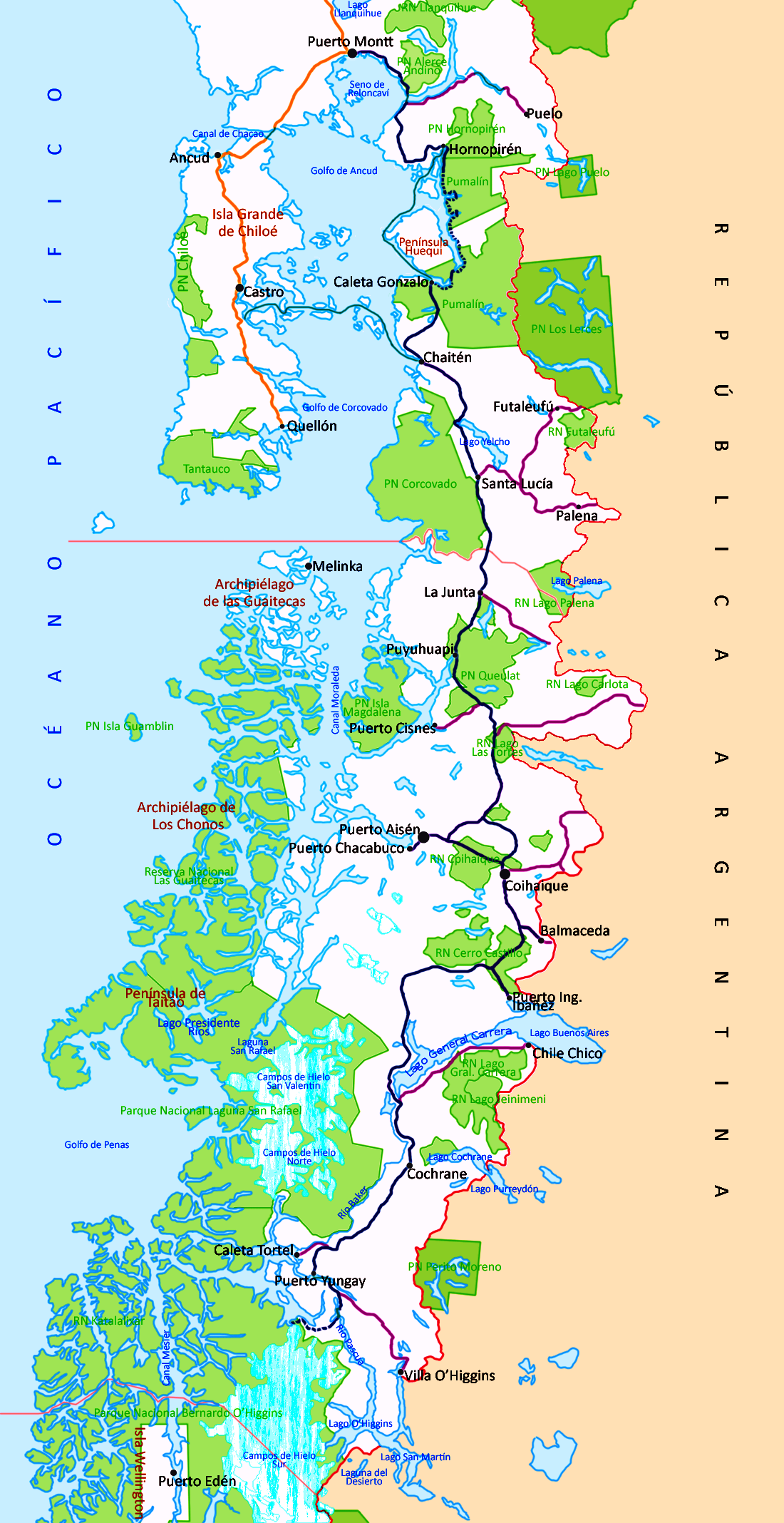

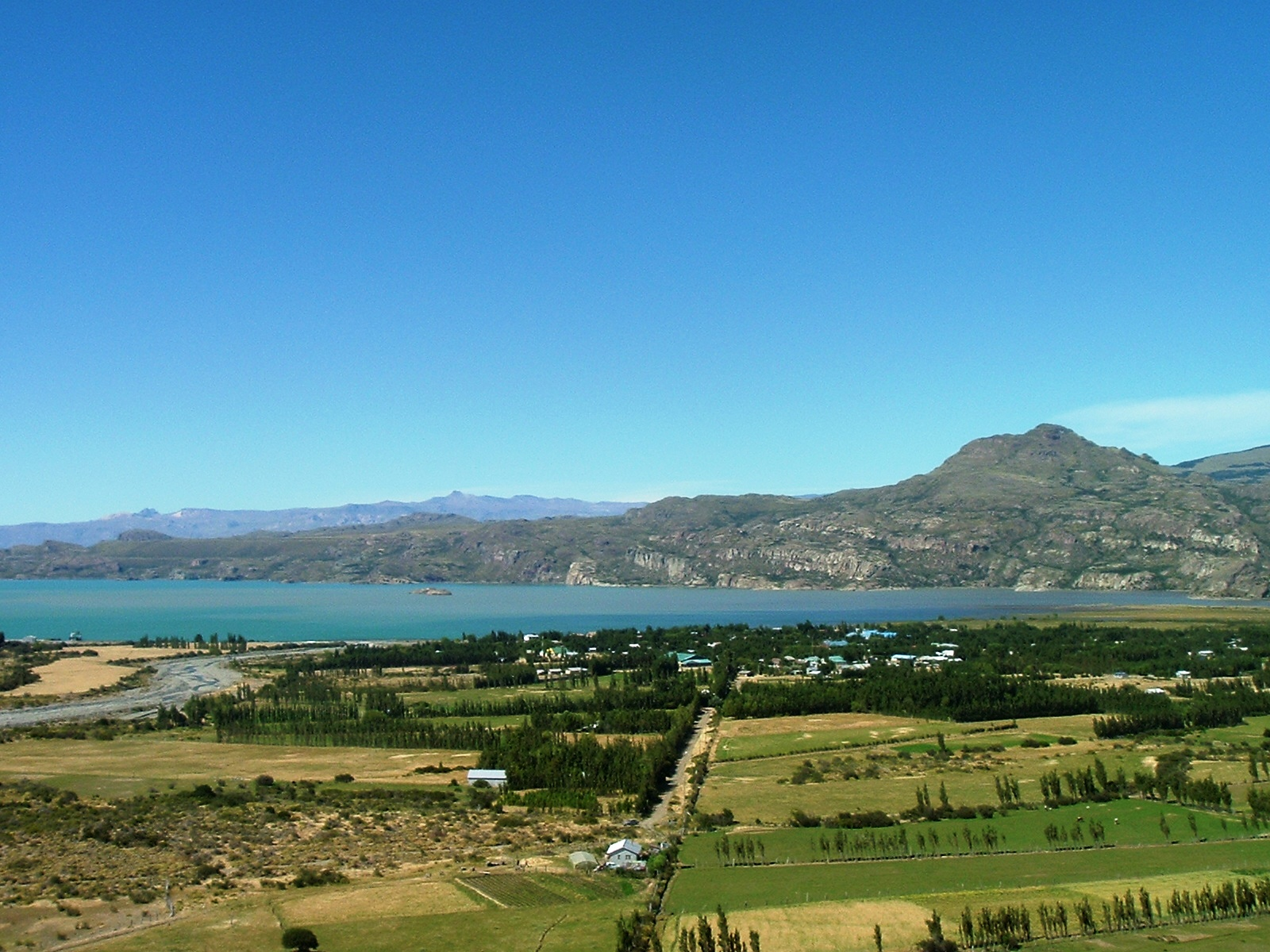
Puerto Ingeniero Ibáñez

Puerto Ingeniero Ibáñez ist eine Stadt in Südchile in der Región de Aisén (Region XI). Die Stadt liegt rund 116 km südöstlich von Coyhaique am größten See Chiles, dem Lago General Carrera. Sie hat rund 2500 Einwohner (2003).
Der Namensgeber war Cornelio Ibáñez, ein Ingenieur, der neue Bergbauminen suchte und mehrere Jahre in der Gegend verbrachte. 

## Geografie
Die Stadt liegt am Fluss Río Ibáñez in der gleichnamigen Gemeinde Río Ibáñez, der in den riesigen See Lago General Carrera mündet. Der Fluss stürzt sich über viele kleine Wasserfälle und Stromschnellen in den See. Die argentinische Grenze ist nicht weit entfernt, so dass Teile des Sees zu Argentinien gehören und dort Lago Buenos Aires genannt werden. Der Lago General Carrera besitzt eine Fläche von rund 970 km² (1850 km² mit Lago Buenos Aires zusammen). Das Klima ist aufgrund der südlichen Lage bereits recht polar.

## Geschichte
Die Stadt wurde 1924 gegründet. 1952 wurde eine Straße nach Argentinien eröffnet, was einen gewissen wirtschaftlichen Aufschwung brachte. Der Anschluss an die große Fernstraße Carretera Austral erfolgte Anfang der 90er Jahre. 1971 und 1991 wurde die Stadt von großen Ascheregen des Vulkans Cerro Hudson überzogen. Der Vulkan liegt nordwestlich der Stadt mit einer Höhe von 1.905 m.

## Wirtschaft
Die Stadt lebt hauptsächlich vom Fischfang, dem Güterverkehr nach Argentinien und vom Tourismus um den Lago General Carrera. 

## Tourismus
Fährfahrten auf dem Lago General Carrera sind beliebte Touristenausflüge. Es führt eine Fähre von Puerto Ingeniero Ibáñez nach Chile Chico auf der südlichen Seeseite. Die Stadt kann leicht per Bus von Coyhaique erreicht werden. In der Nähe befindet sich der größte und wichtigste Flughafen der Region, Balmaceda.
Der Río Ibáñez ist ein beliebtes Angelgebiet. Südwestlich des Lago General Carrera liegt der kleinere See Lago Bertrand, dessen hohe ihn umgebende Berge zum Bergsteigen einladen.